# پارت ۴۰۸۷
سیارک ۴۰۸۷ (به انگلیسی: 4087 Part، نامگذاری:1986EM1) چهار هزار و هشتاد و هفتمین سیارک کشف شده‌است که در ۵ مارس ۱۹۸۶ کشف شد.
قدر مطلق سیارک برابر ۱۳٫۳۰ است.